# Partit Socialista Francès (1902)
- Per l'actual Partit Socialista de França (PS), consulteu Partit Socialista (França).

El Partit Socialista Francès (PSF) era un antic partit polític francès (1902-1905) d'esquerres que defensava el reformisme social, dirigit per Jean Jaurès i que va constituir una etapa a la reunificació dels socialistes francesos a la Segona Internacional de 1905.

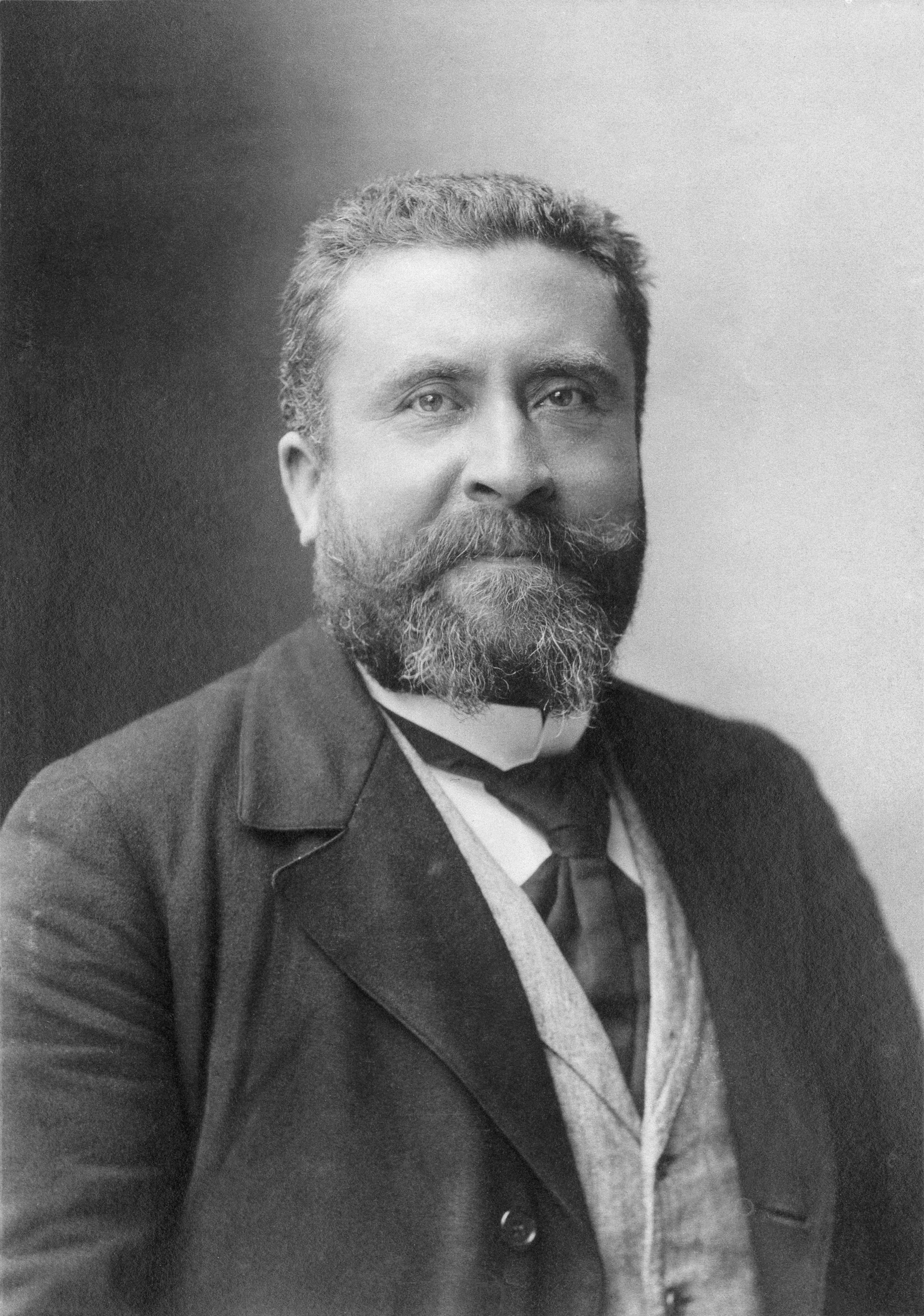
Fotografia de Jean Jaurès.

El PSF es va crear l'any 1902 a Tours per fusió de la Federació dels Treballadors Socialistes de França (FTSF), dirigida per Paul Brousse; del Partit Obrer Socialista Revolucionari (POSR), de Jean Allemane; i alguns socialistes independents entre els quals es trobava Jean Jaurès.
Jean Jaurès es va encarregar de dirigir el partit, que defendia un socialisme més aviat reformista. De vegades, per distingir aquest partit del de Guesde o del partit socialista actual, es parla de "partit socialista de França de Jaurès".
L'any 1905 es fusiona amb el  Partit Socialista de França (guesdista) per donar el SFIO, un partit que reagrupa els socialistes francesos fins a la Segona Guerra Mundial i que, després d'un període d'escissions i de decadència, François Mitterrand reagrupa entre 1965 i 1969 amb altres forces d'esquerres per donar l'actual Partit Socialista Francès (PS), la primera secretària del qual, actualment, és Martine Aubry.